# 三合镇 (江油市)
三合镇，是中华人民共和国四川省绵阳市江油市下辖的一个乡镇级行政单位。2019年12月，撤销长城街道，将原长城街道中心社区、南苑社区、北二社区、南二社区所属行政区域划归三合镇管辖，三合镇人民政府驻江彰大道中段370号。

## 行政区划
三合镇下辖以下地区：
江东社区、建北社区、迎宾社区、双流社区、双江社区、石油社区、老坪社区、川矿社区、柏盖社区、宝轮社区、广胜社区、桂香社区、松林社区、新发社区、羊河社区、双流村、柏盖村、桂香村、松林村、宝轮村、羊河村、新发村、广胜村、喻观村、龙桥村、北林村、白至村、双江村、蟠龙村、杨家庵村、石岭村、劳坪村、高坪沟村和瓦店村。

## 交通
- 宝成铁路、西成客运专线：江油站